# مارتن هورن
مارتن هورن هو عالم اجتماعي وسياسي ألماني، ولد في 7 نوفمبر 1984 في آنفايلار آم تريفلز في ألمانيا. انتخب اللورد العمدة (2 يوليو 2018 – ).